# Kuźnica
Kuźnica (kašubsky Kùsfeld, německy Kußfeld) je severopolské rekreační středisko na Helské kose na pobřeží Baltského moře.

## Administrativa
Kuźnica je administrativně součástí města Jastarnia. Spolu s ní náleží do okresu Pucki Pomořského vojvodství.

## Historie
První zmínky pocházejí z konce 16. století, kdy byla Kuźnica ostrovem.

## Turistika
V okolí Kuźnice jsou pláže a písečné duny, mezi nimi i duna Lubek, která je s nadmořskou výškou 23 m nejvyšší na Helské kose.
Neogotický kostel pochází ze 30. let 20. století.
Na místním hřbitově se nalézá symbolický hrob rybářů, vojáků a obětí válek a katastrof.

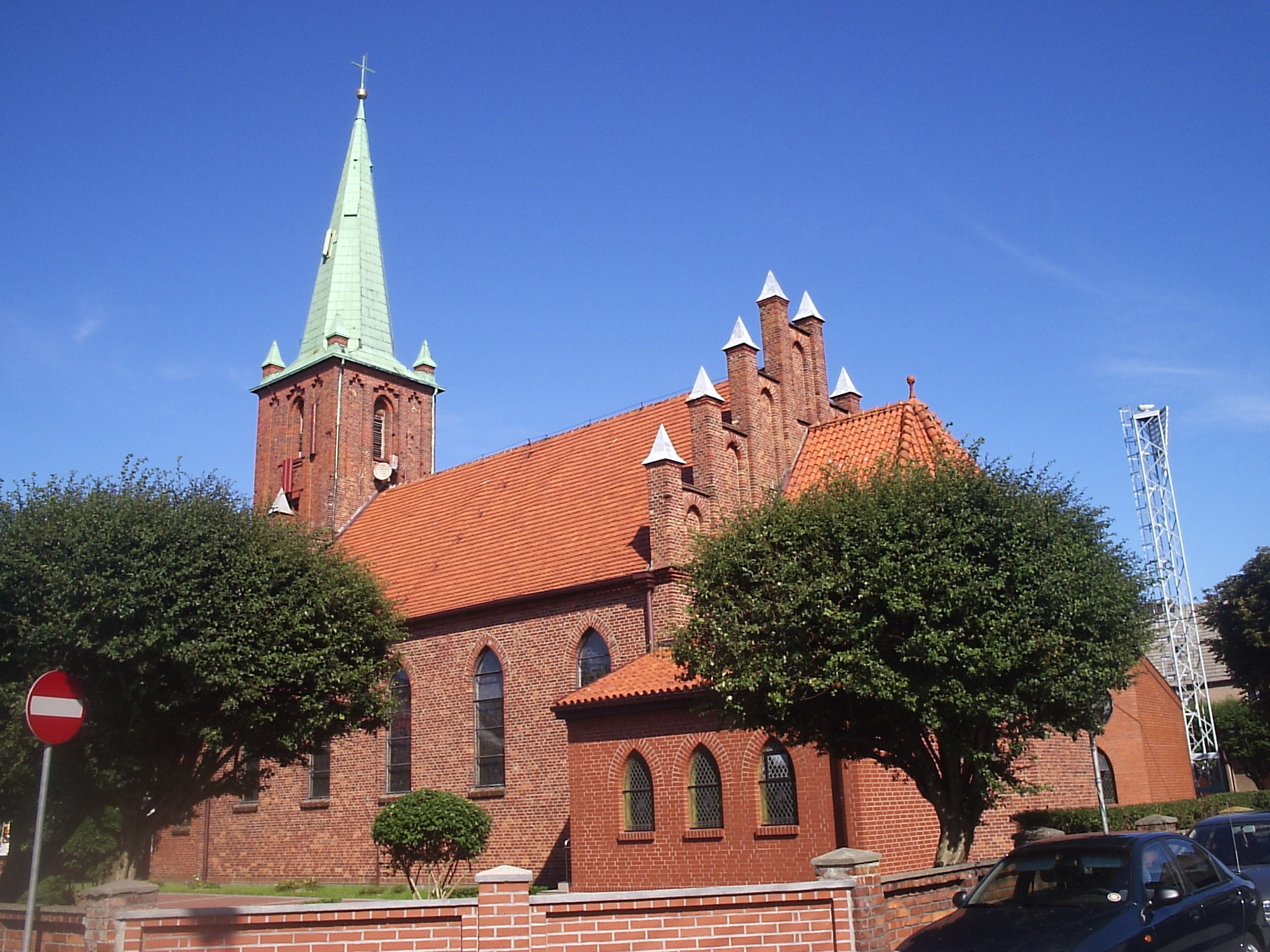
Kostel
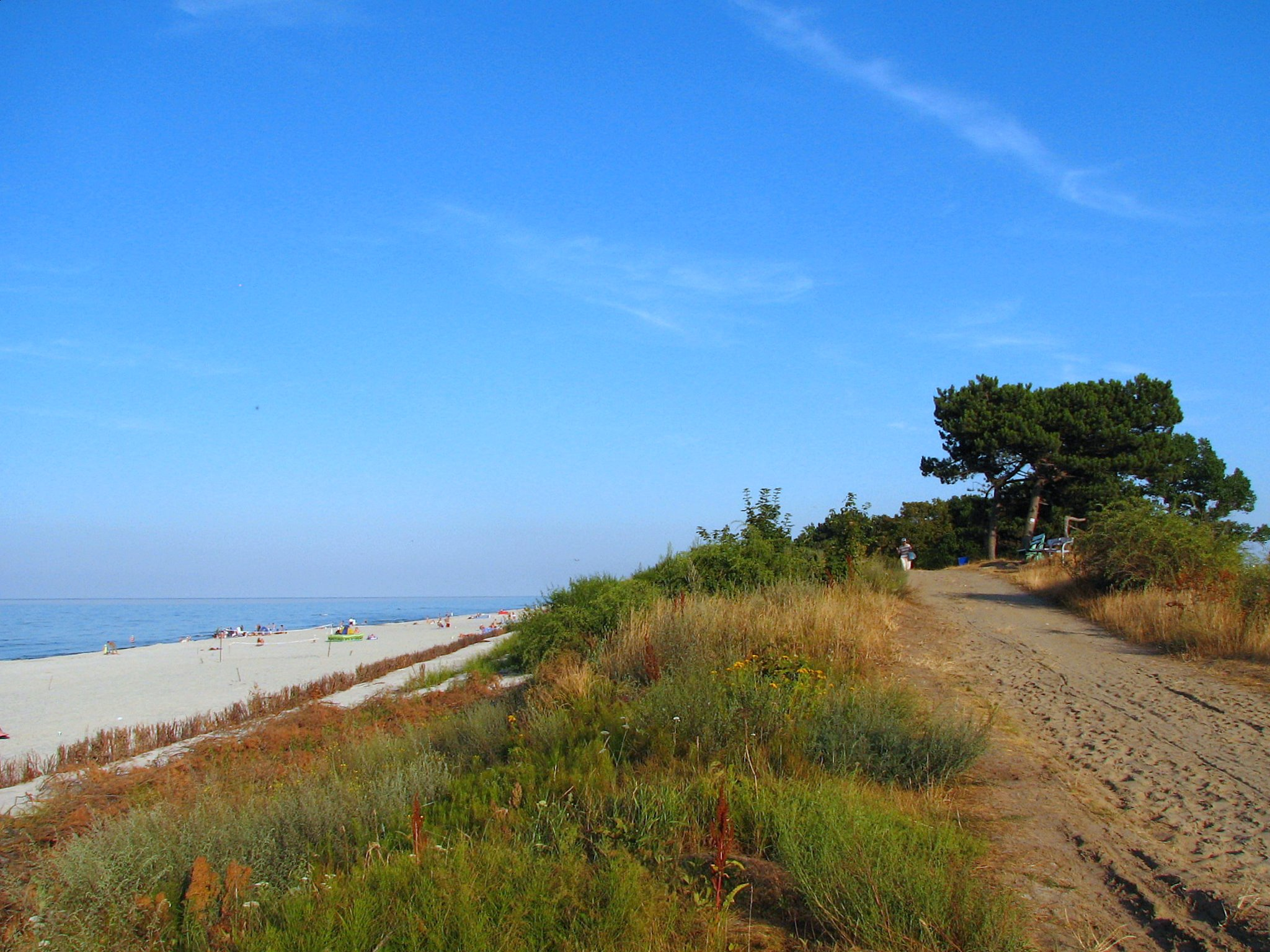
Pláže a duny u Kuźnice
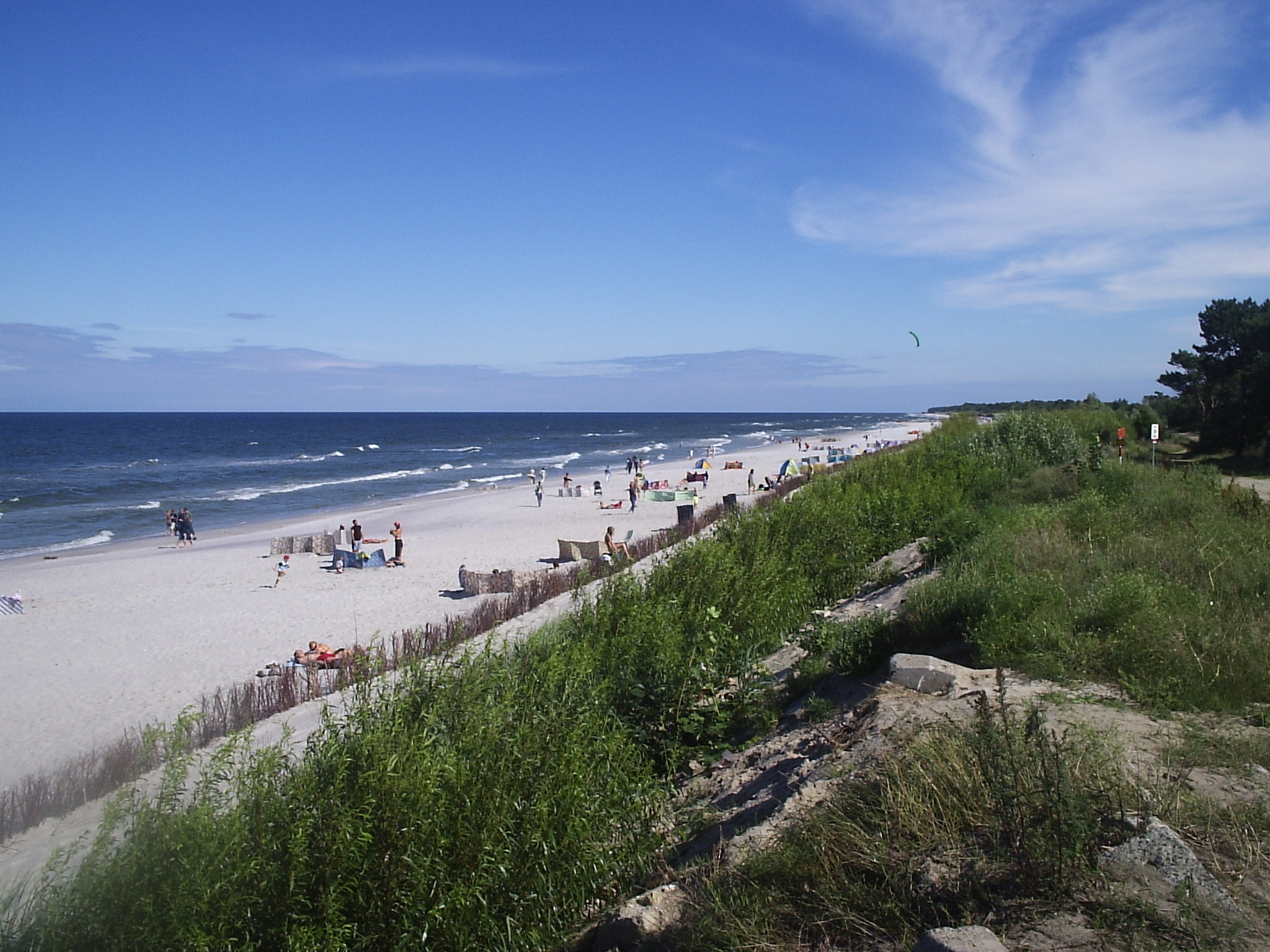
Pláž na severním pobřeží

## Doprava

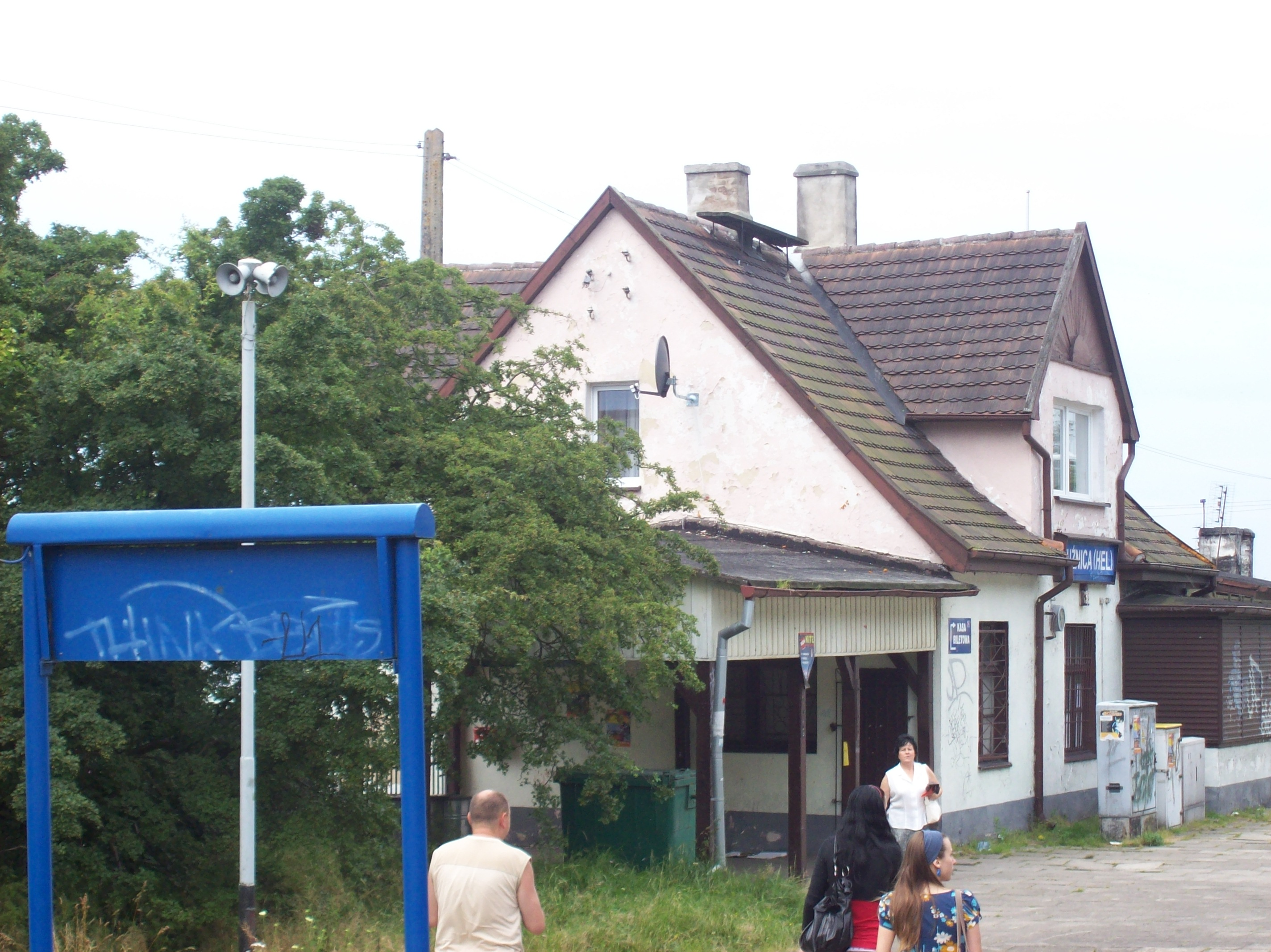
Železniční stanice

Kuźnicí prochází od roku 1922 železnice, je zde železniční stanice Kuźnica (Hel). Souběžně se železnicí vede silnice číslo 216.